# Hannæs
Hannæs är en halvö i Danmark.   Den ligger i Thisteds kommun i Region Nordjylland, i den nordvästra delen av landet, 260 km nordväst om Köpenhamn. Hannæs ligger vid Limfjorden på ön Vendsyssel-Thy.